# Холандски овчар
Хердер или холандски овчар је раса пастирских паса, додељена групи 1 у ФЦИ класификацији.

## Порекло
Преци ове расе били су белгијски овчари. Хердер је добио званично признање тек 1860. године, иако је ова раса настала много раније. Његова домовина је Холандија. У почетку је ова раса узгајана као пастирски пас и дуго се користила само у ту сврху. Захваљујући таквим особинама карактера као што су одговорност и запажање, добро се носила са мисијом која јој је поверена. Касније је Хердер постао редован учесник бројних изложби и заузео водеће позиције на многима.

## Изглед
Хердер је прилично велики пас, висок око шездесет центиметара, са просечном телесном тежином од 26 килограма. Постоје три главне варијанте ове расе: оштродлаки хердер, краткодлаки и дугодлаки. Тренутно, дугодлаки Хердер се готово нигде не налази, упркос свим позитивним особинама ових паса, они су тренутно изгубили релевантност. Најчешћа је краткодлака сорта Хердер. Боја таквих паса може бити различита, на пример, браон, златно браон, црвено-браон, сребрно тиграста, итд., Али никада нису уједначени. Цело тело таквих паса је прекривено црним пругама које формирају тврде длаке, које су равномерно распоређене по целом телу, формирајући занимљив узорак.

### Дугодлаки холандски овчар
Хердер је веома паметна раса паса, одликују се својом пажњом и способношћу да схвате знање буквално у ходу. Такви пси се дуго сматрају поузданим чуварима, осим тога, они савршено разумеју поверену им одговорност и често постају одговорни водичи. Наравно, подизање таквог пса траје доста времена. Таквом љубимцу је потребно много вежбања, јер му је за одржавање здравља и физичке кондиције потребна стална тешка вежба, као и дуге шетње на свежем ваздуху, па је најбоље да хердер живи ван града, где може да се креће бар. око територије поред кућне парцеле, независно.

### Варијетети
Стандард ФЦИ дефинише 3 врсте холандског овчара у зависности од врсте длаке[:
- Краткодлаки
- Дугодлаки

- Оштродлаки